# Апатия
Апатията (на гръцки: απάθεια – „безчувственост, безразличие, безучастност“) е състояние на безразличие или нечувствителост, неемоционалност, на потиснати емоции (напр. загриженост, вълнение, мотивация или страст).
Това е също чувство и/или емоция, при което психологически няма определено отношение към обект или обстоятелство. То не е нито положително, нито негативно. Може да бъде както отношение (или липсата на такова), така и състояние, а също така и качество. Понятието е чуждица и българският му еквивалент, който обаче няма смисъла на състояние, а по-скоро на отношение, е „безразличие“.

## В политологията
В политологията терминът апатия се използва, за да обозначи нежеланието за активно участие в политическия процес. В условията на либерална демокрация апатията може да намери различен израз. Най-често тя се проявява в отказ от упражняване на правото на глас при различните видове избори.
Апатията се смята за неблагоприятна и вредна, тъй като на практика така се ограничават правата на народа като суверен. Въздържането от гласуване на голям брой граждани предизвиква безпокойство, тъй като правото на глас е основно право на човека в представителните демокрации. Там, където значителна част от гражданите не упражнят това си право, идеята за властта, която получава легитимността си отдолу, често смятана за основа на демокрацията, изгубва смисъла си.
Различни изследователи посочват различни причини за апатията. Според едни това е липсата на гражданска добродетел, други посочват като причина липсата на икономически, социални и здравни права на гражданите. Разпространеното виждане, че един гласоподавател не може сам да повлияе на политическите решения, също се смята за една от причините за апатията. Решение се търси в гражданското образование, стимулиращо активното политическо участие, в различни процедурни промени, въвеждане на задължително гласуване и пр.
Понякога апатията се разглежда като признак на стабилност и задоволеност на обществото, които правят гражданите пасивни, но при задълбочаване на въздържането от участие в политическия процес започва да поставя легитимността на властта под съмнение.

## В медицината

### Отношение към депресията
Основна статия: Депресия.
Апатията не е медицинско състояние и не се разглежда като такова от психиатрията, но според Джон Мак Манами апатията е психологически проблем за някои депресирани хора, които имат чувството, че „нищо няма значение“ и имат „липса на воля да продължат и неспособност да се погрижат за последствията“.

### Други
Апатията е също асоциирана с много състояния, някои от които: синдром CADASIL, болест на Алцхаймер, болест на Шагас, болест на Крейтцфелд-Якоб, деменция, синдром на Корсаков, Д хипервитаминоза, хипертироидизъм, обща умора; болест на Хънтингтън, болест на Пик, синдром на Стийл-Ричардсън-Олсзевски (PSP), шизофрения, шизоидно разстройство на личността, биполярно разстройство и други. Някои предозирания с медикаменти или вещества могат да доведат до апатия като страничен ефект.